# Bréville-sur-Mer
Bréville-sur-Mer ist eine Gemeinde im Département Manche in der Region Normandie in Frankreich mit 785 Einwohnern (Stand: 1. Januar 2022). Bréville-sur-Mer gehört zum Arrondissement Avranches und zum Kanton Bréhal. Die Einwohner werden Brévillais genannt.

## Geografie
Bréville-sur-Mer liegt im Süden der Halbinsel Cotentin an der Küste zum Ärmelkanal (Golf von Saint-Malo). Umgeben wird Bréville-sur-Mer von den Nachbargemeinden Coudeville-sur-Mer im Norden und Osten, Longueville im Osten und Südosten sowie Donville-les-Bains im Süden und Südwesten.
Im Gemeindegebiet liegt der Flugplatz Granville-Mont-Saint-Michel.

## Bevölkerungsentwicklung
| 1962                       | 1968 | 1975 | 1982 | 1990 | 1999 | 2006 | 2018 |
| -------------------------- | ---- | ---- | ---- | ---- | ---- | ---- | ---- |
| 285                        | 332  | 480  | 570  | 530  | 610  | 812  | 774  |
| Quellen: Cassini und INSEE |      |      |      |      |      |      |      |

## Sehenswürdigkeiten

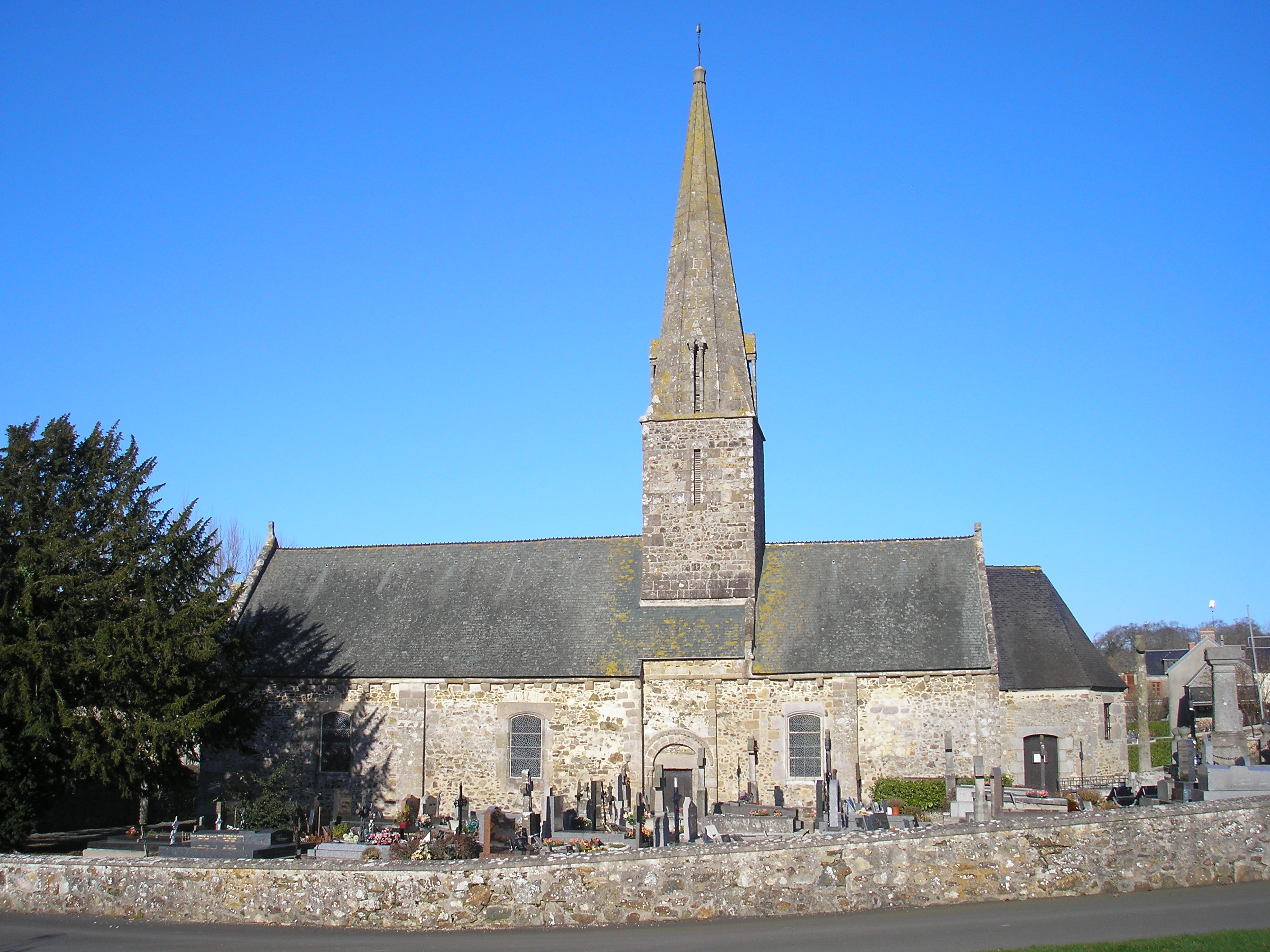
Kirche Notre-Dame

- Kirche Notre-Dame aus dem 12. Jahrhundert, seit 1986 Monument historique
- Kapelle La Briquerie